# Ник Мейсън
Ник Мейсън (на английски: Nicholas Berkeley ('Nick') Mason) е основател и барабанист на британската прогресив рок група Пинк Флойд. Роден е на 27 януари 1944 година в английския град Бирмингам в богато семейство. Основава групата „The Abdabs“ през 1965 г. заедно с Роджър Уотърс и Ричард Райт. След няколко промени на името в края на 60-те заедно със Сид Барет се наричат Пинк Флойд.

## Биография
Роден е на 27 януари 1944 г. в Бирмингам, но израства в Хемпстед, Лондон. Учи в „Frensham Heights School“, в Съри, а после в „Regent Street Polytechnic“ (днес Университет на Уестминстър), където се запознава с Роджър Уотърс и Рик Райт. Заедно основават групата Sigma 6 през 1964 и след това „The Abdabs“ през 1965 г., в която няколко месеца по-късно привличат Сид Барет. Ник е роден в аристократично и богато семейство.
Ник Мейсън има 3 деца: Холи, Клое и Кери от първия си брак с Линет. С втората си съпруга Анет живее в Лондон.

## Музикална кариера
Ник Мейсън е неизменният барабанист във всички албуми на „Пинк Флойд“ (макар че в някои песни са гостували и други барабанисти). Той е единственият член на групата, който е в нея от самото начало чак до невероятното им събиране през 2005 г. за благотворителния концерт Live Aid. След раздялата с Роджър Уотърс, той иска отново да свири под името „Пинк Флойд“ и заедно с Дейвид Гилмор след ожесточени съдебни спорове възраждат групата.
Ник Мейсън има в актива си най-много записани албуми с „Пинк Флойд“ – 27. Това са студийни и концертни записи, компилации и музика към филми. Участва и в шестте филма: „Live at Pompeii“, „The Wall“, „Delicate Sound of Thunder“, „La Carrera Panamericana“, „London '66-'67“ и „P*U*L*S*E“.
Свири във и продуцира албуми на различни изпълнители, сред които Gong, Michael Mantler, Gary Windo, Robert Wyatt, The Damned, Steve Hillage, Principal Edward's Magic Theatre и др. Солови албуми: „Fictitious Sports“ (1981 албум на Carla Bley) и „Profiles“ (1985 с Rick Fenn).

## Любов към автомобилите
Дядо му е автомобилен пилот на Бентли и малкият Ник го е гледал дори на Силвърстоун. В своето детство постоянно придружава и баща си по автомобилни състезания на спортния рали-клуб „Винтидж Спортс Кар Клуб“, където той е акционер. Така се пристрастява към автомобилните състезания, а по-късно и към колекционирането на елитни спортни коли. В колекцията му от редки автомобили има модели, чиято цена надхвърля милион лири. От десетките му автомобили, само 25 – 30 Ник определя като „елитни“, състезателни машини, някои от които са на възраст почти век, а други са супермодерни. Сред тях има Ферари модели 250 GTD, F40 и 246 GTS Dino, Бугати 25B, Алфа 2300, Мазерати 250F и др.
Барабанистът на Пинк Флойд се радва и на невероятна 40-годишна кариера като състезател, дори пет пъти е карал в „24-те часа на Льо Ман“, най-известното автомобилно състезание за издръжливост. Това му хоби ясно си проличава от филма „La Carrera Panamericana“, в който историята се заплита около рали в Мексико, в което се състезават Ник, Дейвид и Стийв О'Рурк (саундтракът е на Пинк Флойд).

## Други
Ник Мейсън е автор на две книги. Първата е „В червеното“ (на английски: Into the Red: 22 Classic Cars That Shaped a Century of Motor Sport), в която представя 21 спортни коли, олицетворяващи историята на автомобилостроенето и претърпяла две издания – 1998 и 2004. Втората е „Пинк Флойд отвътре“ (на английски: Inside Out: A Personal History of Pink Floyd) от 2004 г. – автобиографична книга за цялата история на групата. За представянето на българското издание на 6 февруари 2006 г. Ник Мейсън беше в България. Пред повече от 200 души, легендарният барабанист на Пинк Флойд сподели: „Чувствам се неудобно да бъда в България, без да сме свирили тук като група! Съжалявам и се срамувам от това“.